# Mistrzostwa Europy w Judo 1988
37. Mistrzostwa Europy w Judo w 1988 roku odbyły się w dniach 19–22 maja w Pampelunie na terenie Polideportivo Arrosadía. Turniej finałowy zawodów drużynowych odbył się 29 i 30 października w Visé.

## Klasyfikacja medalowa
Gospodarz zawodów został zaznaczony kolorem.
| Miejsce | Państwo         |    |    |    | Razem |
| ------- | --------------- | -- | -- | -- | ----- |
| 1       | Francja         | 4  | 3  | 6  | 13    |
| 2       | ZSRR            | 3  | 2  | 1  | 6     |
| 3       | Wielka Brytania | 3  | 1  | 3  | 7     |
| 4       | Belgia          | 2  | 1  | 2  | 5     |
| 5       | Holandia        | 2  | 0  | 5  | 5     |
| 6       | RFN             | 1  | 4  | 3  | 8     |
| 7       | Hiszpania       | 1  | 3  | 2  | 6     |
| 8       | Włochy          | 1  | 1  | 0  | 2     |
| 9       | Czechosłowacja  | 1  | 0  | 0  | 0     |
| 10      | NRD             | 0  | 1  | 2  | 3     |
| 11      | Węgry           | 0  | 1  | 1  | 2     |
| 12      | Finlandia       | 0  | 1  | 0  | 1     |
| 13      | Austria         | 0  | 0  | 4  | 4     |
| .       | Bułgaria        | 0  | 0  | 4  | 4     |
| 15      | Polska          | 0  | 0  | 3  | 3     |
| 16      | Szwecja         | 0  | 0  | 1  | 1     |
| .       | Szwajcaria      | 0  | 0  | 1  | 1     |
| Razem   | Razem           | 18 | 18 | 36 | 72    |

## Wyniki

### Mężczyźni
| Konkurencja: | Złoto: | Srebro: | Brąz: |
| −60kg        | Amiran Totikaszwili | Patrick Roux | Neil Eckersley Carlos Sotillo |
| −65kg        | Bruno Carabetta | Guido Schumacher | Udo Quellmalz Siergiej Kosmynin |
| −71kg        | Joaquín Ruiz | Sven Loll | Krzysztof Kamiński Hans Engelmeier |
| −78kg        | Baszyr Warajew | Frank Wieneke | Pascal Tayot Peter Reiter |
| −86kg        | Fabien Canu | Densign White | Ben Spijkers Peter Seisenbacher |
| −95kg        | Jiří Sosna | Jewgienij Pieczurow | Robert Van de Walle Marko Wylew |
| ponad 95kg   | Grigorij Wiericzew | Alexander von der Groeben | Henry Stöhr Dimityr Zaprjanow |
| Open         | Elvis Gordon | Akaki Kibordzalidze | László Tolnai Dame Stojkow |
| Drużynowo    | Francja · Philippe Pradayrol · Bruno Carabetta · Marc Alexandre · Jean-Michel Berthet · Fabien Canu · Stéphane Traineau · Christian Vachon · | RFN · Thorsten Havekost · Stefan Buben · Hans Engelmeier · Torsten Hoth · Stefan Freudenberg · Detlef Knorrek · Jochen Plate · (Hans-Jörg Opp) | Wielka Brytania · Philip Sullivan · Mark Preston · Roy Stone · Ryan Birch · Lloyd Alexander · Raymond Stevens · Errol Carnegie · Belgia · Patrick De Poorter · Philip Laats · Didier Brenard · Johan Laats · Rudy Fruytier · Mario Bauwens · Harry Van Barneveld · |

### Kobiety
| Konkurencja: | Złoto: | Srebro: | Brąz: |
| −48kg        | Jessica Gal | Katalin Parragh | Martine Dupond Dolores Veguillas |
| −52kg        | Alessandra Giungi | Jaana Ronkainen | Dominique Brun Joanna Majdan |
| −56kg        | Cathérine Arnaud | Miriam Blasco | Jenny Gal Gisela Hämmerling |
| −61kg        | Diane Bell | Begoña Gómez | Frauke Eickhoff Renate Lehner |
| −66kg        | Alexandra Schreiber | Emanuela Pierantozzi | Roswitha Hartl Brigitte Deydier |
| −72kg        | Ingrid Berghmans | Isabel Cortavitarte | Elisabeth Karlsson Laetitia Meignan |
| ponad 72kg   | Angelique Seriese | Isabelle Paque | Sharon Lee Karin Kutz |
| Open         | Ingrid Berghmans | Emmanuelle Mikula | Cwetana Bożiłowа Beata Maksymow |
| Drużynowo    | Wielka Brytania · Karen Briggs · Ann Hughes · Sharon Rendle · Jackie Johnson · Diane Bell · Jane Morris · Sharon Lee · | Belgia · Caroline Larivière · Heidi Goossens · Nicole Flagothier · Cris De Bleser · Godelieve Lieckens · Ulla Werbrouck · Ingrid Berghmans · | Holandia · Jessica Gal · Veronique Akkermans · Chita Gross · Jenny Gal · Belinda Stoeltjes · Marion van Dorssen · Angelique Seriese · Francja · Fabienne Boffin · Dominique Berna · Armelle Iost · Céline Géraud · Michèle Lionnet · Aline Batailler · Christine Cicot · (Véronique Rousseau, Sabine Hirt, Catherine Fleury-Vachon · Claire Lecat, Laetitia Meignan, Emmanuelle Mikula) |